# Список делегатов I конференции РСДРП
| №  | Фамилия, И. О.                                         | от организации | №  | Фамилия, И. О.                                              | от организации |
| -- | ------------------------------------------------------ | -------------- | -- | ----------------------------------------------------------- | -------------- |
| 1  | Агарёв                                                 | Самара         | 22 | Мостаев (Коночкин)                                          | Самара         |
| 2  | Алуф                                                   | Казань         | 23 | Мостовенко Павел Николаевич                                 | Тверь          |
| 3  | Багаев Михаил Александрович                            |                | 24 | Муггу М.                                                    | Нарва          |
| 4  | Баранский Николай Николаевич                           | Сибирь         | 25 | Невский Владимир Иванович (Кривобоков Феодосий Иванович)    | Воронеж        |
| 5  | Большаков Д. Г.                                        | Воронеж        | 26 | Павлов Д.                                                   |                |
| 6  | Бородин Михаил Маркович (Грузенберг Михаил Михайлович) | Рига           | 27 | «Правдина» подлинное имя не установлено                     | Пермь          |
| 7  | Буланов А. И.                                          | Тверь          | 28 | Радус-Зенькович Виктор Алексеевич                           | Николаев       |
| 8  | Васильев Н. С.                                         | Тамбов         | 29 | Рейснер Михаил Андреевич                                    | Нарва          |
| 9  | Горбачёв В. А.                                         | Вятка          | 30 | Румянцев Пётр Петрович                                      |                |
| 10 | Горев Борис Исаакович                                  | Петербург      | 31 | Сафронов                                                    | Николаев       |
| 11 | Гуревич Эммануил Львович                               |                | 32 | Свердлов Яков Михайлович                                    | Пермь          |
| 12 | Квиткин Олимпий Аристархович                           | не прибыл      | 33 | Серёжников В. К.                                            | Саратов        |
| 13 | Кибардин А. В.                                         | Уфа            | 34 | Сибуль                                                      | Нарва          |
| 14 | Книпович Лидия Михайловна                              |                | 35 | Сталин (Джугашвили) Иосиф Виссарионович                     | Тифлис         |
| 15 | Красин Леонид Борисович                                |                | 36 | Старцев К. Н.                                               | Таганрог       |
| 16 | Крупская Надежда Константиновна                        |                | 37 | Телия Георгий Петрович                                      | Тифлис         |
| 17 | Куделли Прасковья Францевна                            | Тула           | 38 | Фридолин Владимир Юльевич                                   |                |
| 18 | Ленин (Ульянов) Владимир Ильич                         |                | 39 | Фролов А.                                                   | Тула           |
| 19 | Лозовский А. (Дридзо Соломон Абрамович)                | Казань         | 40 | Цыцарин                                                     | Петербург      |
| 20 | Мартов Л. (Цедербаум Юлий Осипович)                    |                | 41 | Ярославский Емельян Михайлович (Губельман Миней Израилевич) | Ярославль      |
| 21 | Мельситов П. М.                                        | Саратов        |    |                                                             |                |

## Источник
- Делегаты I конференции РСДРП 12 - 17(25 - 30).12.1905 // Справочник по истории Коммунистической партии и Советского Союза 1898—1991

## Комментарии
1. ↑  Издание "Деятели революционного движения в России : Био-библиографический словарь. Т. 5 : Социал-демократы. 1880-1904 : Вып. 2 : В - Гм" не приводит точной идентификации этого делегата. О нём сказано "Васильев Николай С. ("Савич") (м[ожет] б[ыть]  Николай Савельевич В[асильев] (см. ниже)" , то есть следующий по списку адвокат, род. около 1882 г., в РСДРП с 1904 года, но его революционная деятельность была связана не с Тамбовом, а с Томском[1]